# Leptoderris gilletii
Leptoderris gilletii är en ärtväxtart som beskrevs av De Wild. Leptoderris gilletii ingår i släktet Leptoderris och familjen ärtväxter. Inga underarter finns listade i Catalogue of Life.